# Tamariner
Tamariner (Saguinus) är ett släkte i familjen kloapor. I släktet finns 17 arter.

## Utbredning och habitat
De flesta tamariner lever i Amazonområdet i Sydamerika, från östra Ecuador och norra Bolivia till nordöstra Brasilien. Tre arter som bildar oedipus–gruppen har ett avskilt utbredningsområde mellan Panama och nordvästra Colombia. Habitatet utgörs av regnskogar och öppna skogar. Tamariner föredrar skogar med tät undervegetation.

## Utseende
Det finns stora skillnader bland arterna i släktet. Det förekommer arter som är nästan svarta och arter som har svart, brun och vit mönstring. Några arter har typiska skäggliknande hår i ansiktet. Tamariner är, förutom svansen, 18 till 30 cm långa. Svansens längd ligger mellan 25 och 44 cm. Vikten är 220 till 600 gram. Extremiteterna är jämförelsevis korta. Liksom hos andra kloapor finns vid alla fingrar och tår (med undantag av stårtån) klor istället för naglar. Tamariner skiljer sig från silkesapor, som är det andra stora släktet i familjen, huvudsakligen genom tändernas konstruktion. Hörntänderna är hos tamariner betydligt längre än framtänderna och de har därför inte lika bra förmåga att öppna trädens bark för att komma åt trädens vätskor.

## Levnadssätt
Tamariner lever i tropisk regnskog och öppna skogsområden. De är aktiva under dagen och klättrar genom skogen med snabba rörelser och vida hopp. Med hjälp av klorna kan de även klättra på lodrätta stammar. De lever i grupper, som ibland är stora och omfattar flera familjer och upp till 40 individer. Oftast består en grupp av tre till nio individer. Gruppen bildas av en eller flera hannar samt en eller flera honor och deras ungar. Varje flock har ett revir men territorierna kan överlappas. Ibland bildar olika arter tamariner en gemensam grupp.

## Föda
Arterna i släktet är allätare som tar frukt och andra växtämnen samt insekter, spindlar, fågelägg och mindre ryggradsdjur. Ibland slickar de trädens vätskor vid hål som skapades av silkesapor. Själva saknar de förmåga att skapa dessa hål.

## Fortplantning
Om det finns flera honor i gruppen så är det bara den dominanta honan som parar sig, hos de andra individerna av honkön sker ingen ägglossning. Finns flera hannar i gruppen så parar sig honan med alla könsmogna hannar. Honan föder efter dräktigheten, som tar omkring 140 till 150 dagar, oftast två ungdjur. Ungarna är påfallande stora och har vid födelsen cirka 25 % av moderns vikt. Efter födelsen är hannarna och de andra honor i flocken ansvariga för ungdjuren. Den dominanta honan ger bara di.
Efter en månad börjar ungdjuren självständigt leta efter föda och en eller två månader senare sluter honan att dia. Tamariner blir könsmogna efter två år. De äldsta kända individerna i fångenskap blev upp till 25 år gamla.

## Hot
Liksom andra djur som lever i Central- och Sydamerikas regnskogar hotas tamariner av skogsavverkningar. IUCN listar bomullshuvudtamarin (Saguinus oedipus) som akut hotad (critically endangered) samt tvåfärgad tamarin (Saguinus bicolor) och vitfotad tamarin (Saguinus leucopus) som starkt hotade (endangered).

## Systematik
Släktet utgörs enligt Wilson & Reeder (2005) av 17 arter som fördelas på 6 grupper:
- midas-grupp
  - Rödhandad tamarin (Saguinus midas)
  - Saguinus niger
- nigricollis-grupp
  - Saguinus nigricollis
  - Saguinus graellsi, räknas av IUCN som underart till Saguinus nigricollis
  - Saguinus fuscicollis
  - Saguinus melanoleucus
  - Saguinus tripartitus
- mystax-grupp
  - Rödbukstamarin (Saguinus labiatus)
  - Saguinus mystax
  - Saguinus pileatus, räknas av IUCN som underart till Saguinus mystax
  - Kejsartamarin (Saguinus imperator)
- bicolor-grupp
  - Tvåfärgad tamarin (Saguinus bicolor)
  - Saguinus martinsi
- inustus-grupp
  - Saguinus inustus
- oedipus-grupp
- Geoffroys tamarin (Saguinus geoffroyi)
- Vitfotad tamarin (Saguinus leucopus)
- Bomullshuvudtamarin (Saguinus oedipus)

Goeldisapan som ibland betecknas som Goeldis tamarin listas i sitt eget släkte, Callimico, och även lejontamariner (Leontopithecus) är ett annat släkte.